# Au Pairs
Ne doit pas être confondu avec Au pair.
Au Pairs est un groupe de post-punk britannique, originaire de Birmingham, en Angleterre. Le groupe est souvent comparé à Gang of Four pour sa musique qui alliait rythmique funky et guitares grésillantes rappelant celles de Subway Sect. Le groupe est également connu pour la forte personnalité de sa meneuse Lesley Woods, fémininiste et lesbienne engagée.

## Biographie
Woods forme un groupe féminin appelé Darlings à la fin des années 1980, puis le quitte pour travailler dans l'industrie musicale. Elle travaillera plus tard comme avocate à Londres. 
Dans sa critique en 1981 de leur premier concert au Whisky a Go Go, Richard Cromelin explique : « Lorsque le public du Whisky demandait à Au Pairs d'être sur scène pour d'autres mercredis soirs, c'est comme s'il disait à Lesley Woods que son groupe était parfait et qu'elle pouvait continuer ainsi et se détendre un peu ».

## Discographie

### Albums studio
- 1981 : Playing with a Different Sex (Human Records)
- 1981 : Equally Different. Live in Berlin, Sufragette Production SP 27 (bootleg)
- 1982 : Sense and Sensuality (Kamera Records)
- 1982 : Live in Berlin (AKA Records)
- 1989 : Shocks to the System: The Very Best of the Au Pairs (Cherry Red)
- 2002 : Sense and Sensuality (Remastered) (Castle Music, CMRCD 470)
- 2006 : Stepping Out of Line: The Anthology (Castle Music)
- BBC Sessions 79-83 (RPM)

### Singles
- 1979 : You/Domestic Departure/Kerb Crawler (021 Records)
- 1980 : It's Obvious/Diet (021 Records)
- 1981 : Inconvenience/Pretty Boys" (Human Records)
- 1981 : Inconvenience/Pretty Boys/Headache For Michelle (remix) (Human Records)

## Membres
Membres actuels
- Lesley Woods - guitare, chant
- Jem Doulton - batterie
- Alex Ward - guitare
- Estella Adeyeri - basse

Membres historiques
- Lesley Woods - guitare, chant
- Paul Foad - guitare, chant
- Jane Munro - basse
- Pete Hammond - batterie